# Радоновые ванны

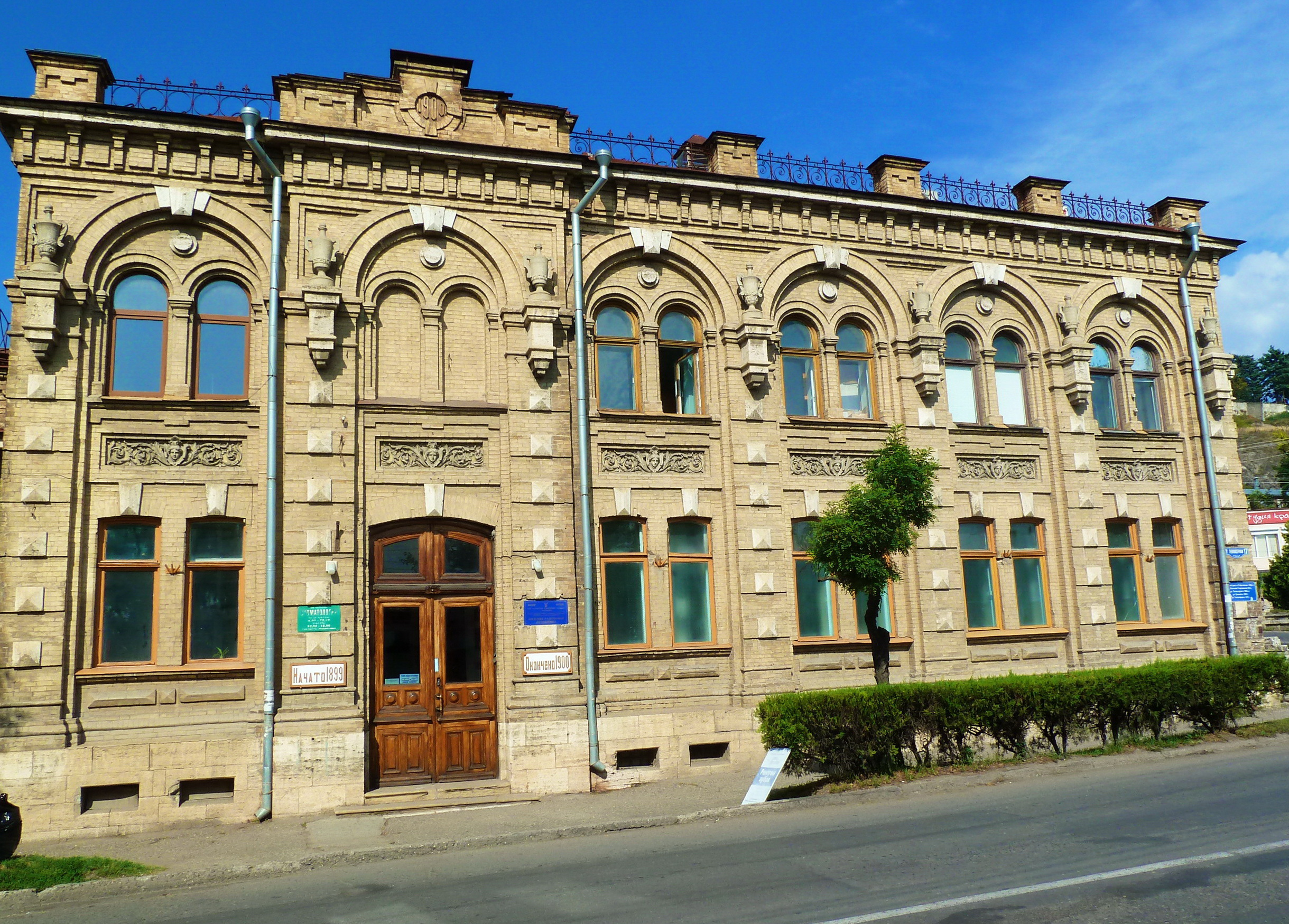
Здание гидропатического заведения (Ставропольский край, Пятигорск, ул. Теплосерная, 17)

Радо́новые ва́нны — медицинская процедура, основанная на воздействии радона на пациента, погружённого в радоновую минеральную воду или воздух, обогащённые радоном-222 (222Rn, изотоп радона, возникающий при альфа-распаде радия-226 и входящий в радиоактивное семейство урана-238). Является разновидностью радонотерапии. Не доказано, что польза радоновых ванн превосходит пользу от эффекта плацебо, тогда как риски, связанные с воздействием радиации на организм, вполне очевидны.

## История
Применение минеральных ванн как потенциального метода лечения известно со времён Древнего Рима. С открытием радия и радона в минеральных водах была предположена связь между лечебным эффектом и наличием этих элементов в воде.
В 1906 году открылся первый радоновый курорт, который объявил одноимённый химический элемент главным компонентом лечебного эффекта вод.
Сегодня применение радоновых ванн практикуется наравне с применением других минеральных ванн. У такого типа оздоровления есть свои поклонники, и множество курортов сделали подобное лечение своей специализацией.

## Действие
Специфика лечения радоновых вод — ионизирующее излучение, сопровождающееся распадом радона и его дочерних продуктов. При радоновой бальнеотерапии на коже оседает радон и его короткоживущие дочерние продукты распада — радий F (210Po), B (214Pb), C (214Bi), C1 (214Po), образуя активный налёт, который является источником α-облучения, составляющего 90 % всей энергии излучения, испускаемой этими изотопами. Приём ванны сопровождается поступлением радона в организм, в первую очередь в кожу, где образуется своеобразное депо радона, откуда радон поступает в кровь или диффундирует во внутренние органы, а затем с различной скоростью покидает организм, выделяясь через лёгкие (60 %) или кожу (40 %) (а продукты распада образующиеся в это время?[уточнить]). По современным представлениям[чьим?], радоновые ванны — это α-облучение кожи. При этом вдыхание радона не оказывает значительного влияния на организм из-за низкого содержания в воздухе и оборудования бальнеологических лечебниц защитными устройствами (щиты над ванной, бортовые аспираторы, приточно-вытяжная вентиляция).

## Назначение

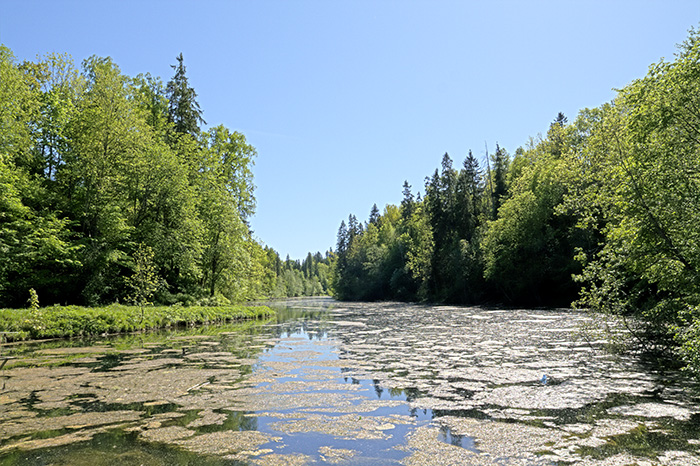
Радоновое озеро недалеко от Лопухинки (Ленинградская область)

Альфа-излучение радона и дочерних продуктов при взаимодействии с веществом приводит к его ионизации, что вызывает сложные физико-химические и биологические изменения в клеточном обмене, стимулирует окислительные процессы. Продукты радиолиза (радиотоксины) вызывают нарушение процессов гликолиза и окислительного фосфорилирования, что лежит в основе изменения функции клеток.
Под влиянием образующегося на коже активного налёта радона и его дочерних продуктов усиливается афферентная импульсация в коже, достигающая центральных отделов нервной системы, что в свою очередь вызывает поток эфферентных импульсов, способствующих изменению уровня функционирования органов и систем. Изменение кожного анализатора приводит к перестройке деятельности коры головного мозга, периферических нервов. Радоновые ванны воздействуют на нервную систему на всех уровнях.
Радоновые ванны назначаются в зависимости от заболеваний и общего состояния пациента и только в том случае, когда получаемое полезное действие будет существенно превышать ущерб от воздействия α-излучения, возникающего при распаде атомов радона. Более того, ввиду невозможности внешнего проникновения α-частиц, излучаемых радоном, сквозь внешний слой кожного покрова человека (роговой слой эпидермиса, не содержащий живых клеток), единственным возможным эффективным воздействием радона на организм человека является его распад внутри тела или в непосредственной близости от слизистых покровов. К сожалению, по большей части эффективный распад радона из воздуха происходит в лёгких человека, что способствует протеканию процессов, приводящих к раку лёгких. Данный факт в основном определяет противопоказания к процедурам.

## Противопоказания
Радоновые ванны противопоказаны при выраженной лейкопении (ниже 3,5⋅109 л−1), при всех стадиях лучевой болезни, а также пациентам, по роду деятельности длительно пребывающим под воздействием радиоактивного излучения или токов УВЧ и СВЧ. Противопоказанием является также курение.

## Эффективность
В настоящее время отсутствуют клинические исследования, выполненные по стандартам доказательной медицины и показывающие положительное (более выраженное, чем плацебо) влияние радоновых ванн на здоровье. В то же время достоверно доказана канцерогенность и радиотоксичность радона.